# 戏剧新生活
《戏剧新生活》是2021年的一档以戏剧人为主角的真人秀，由爱奇艺出品。节目共10期，于2021年1月16日至3月27日播出。

## 嘉宾
- 赖声川
- 黄磊
- 乔杉

### 戏剧人
- 刘晓晔
- 修睿
- 吴彼
- 赵晓苏
- 刘晓邑
- 丁一滕
- 刘添祺
- 吴昊宸